# Olga (Russie)
Pour les articles homonymes, voir Olga.
Olga (en russe : О́льга), à l'époque balhae Anzhou (hangeul : 안주, en chinois : 安州), anciennement nommée Sainte-Olga, est une commune urbaine de Russie. Centre administratif du raïon d'Olga dans le kraï du Primorié, la localité se situe en Extrême-Orient russe sur la rive de la baie d'Olga de la mer du Japon. Sa population s'élevait à 3 112 habitants en 2023.

## Géographie

### Situation
La commune urbaine d'Olga se situe en Extrême-Orient russe, dans le kraï du Primorié, dans le district fédéral d'Extrême-Orient. Elle est établie sur la côte orientale du Primorié, et est baignée par la mer du Japon, avec à l'ouest les montagnes du Sikhote-Aline. Se trouvant dans le raïon d'Olga, la commune se situe à 280 km au nord-est de Vladivostok, la capitale du sujet et du district, à 240 kilomètres au nord-est de Nakhodka, et à 6 495 km de Moscou,.
Olga se situe le long de la rive nord de la baie d'Olga, aux embouchures des rivières Avvakoumovka (avant 1972 : Wai-Fouking). La commune se compose d'une partie centrale au bord de la baie et dans la vallée d'Olga, ainsi que de la zone du port maritime (appelée localement Ouzkoïe). La localité est assimilée comme son raïon à la région du Nord.

Olga, comme tout le kraï du Primorié, est située dans le fuseau horaire MSK+7 (heure de Vladivostok). Le décalage horaire appliqué par rapport au temps universel coordonné est +10:00.

Olga :
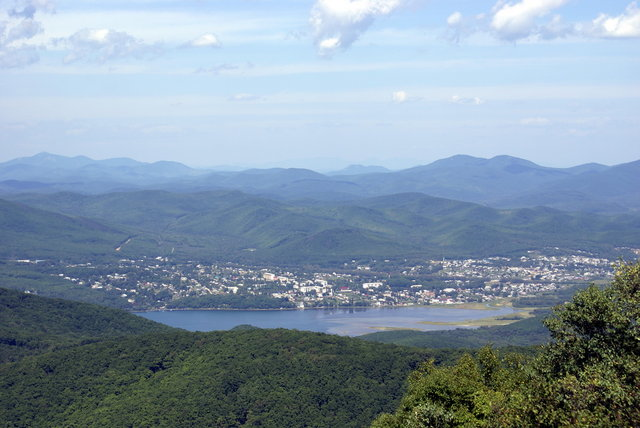
Vue générale.
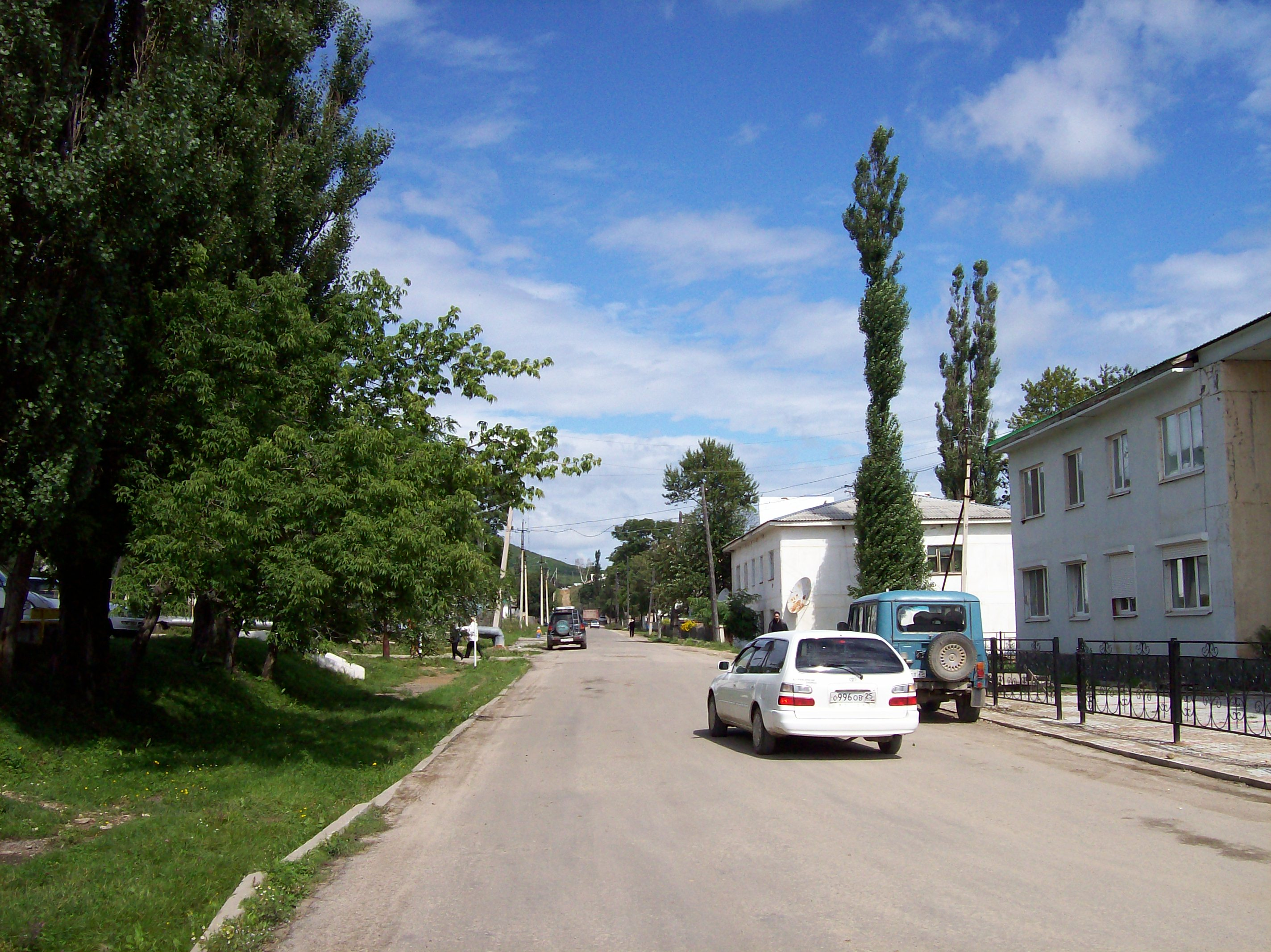
Centre-bourg.
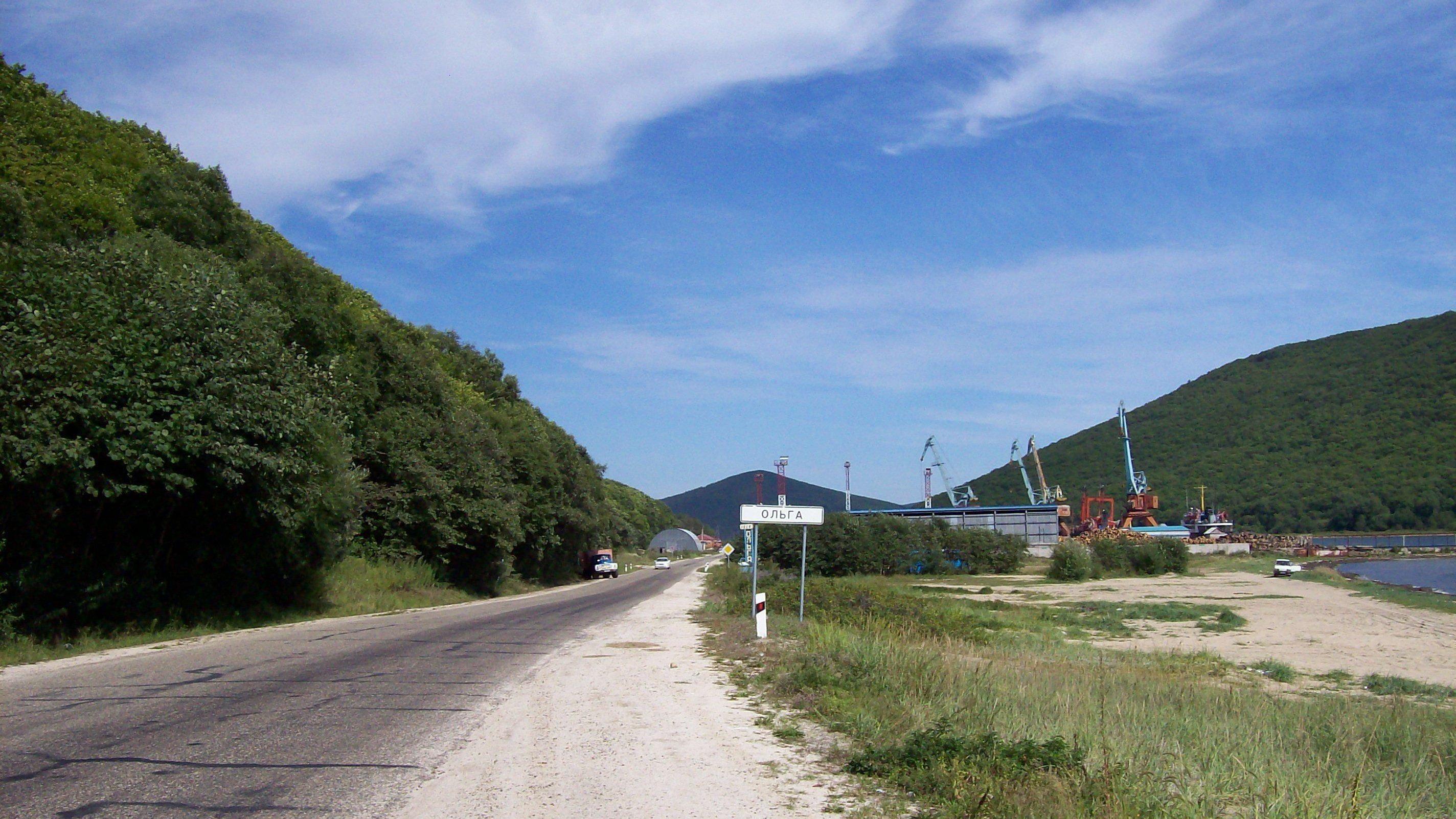
Le port en arrivant du sud.
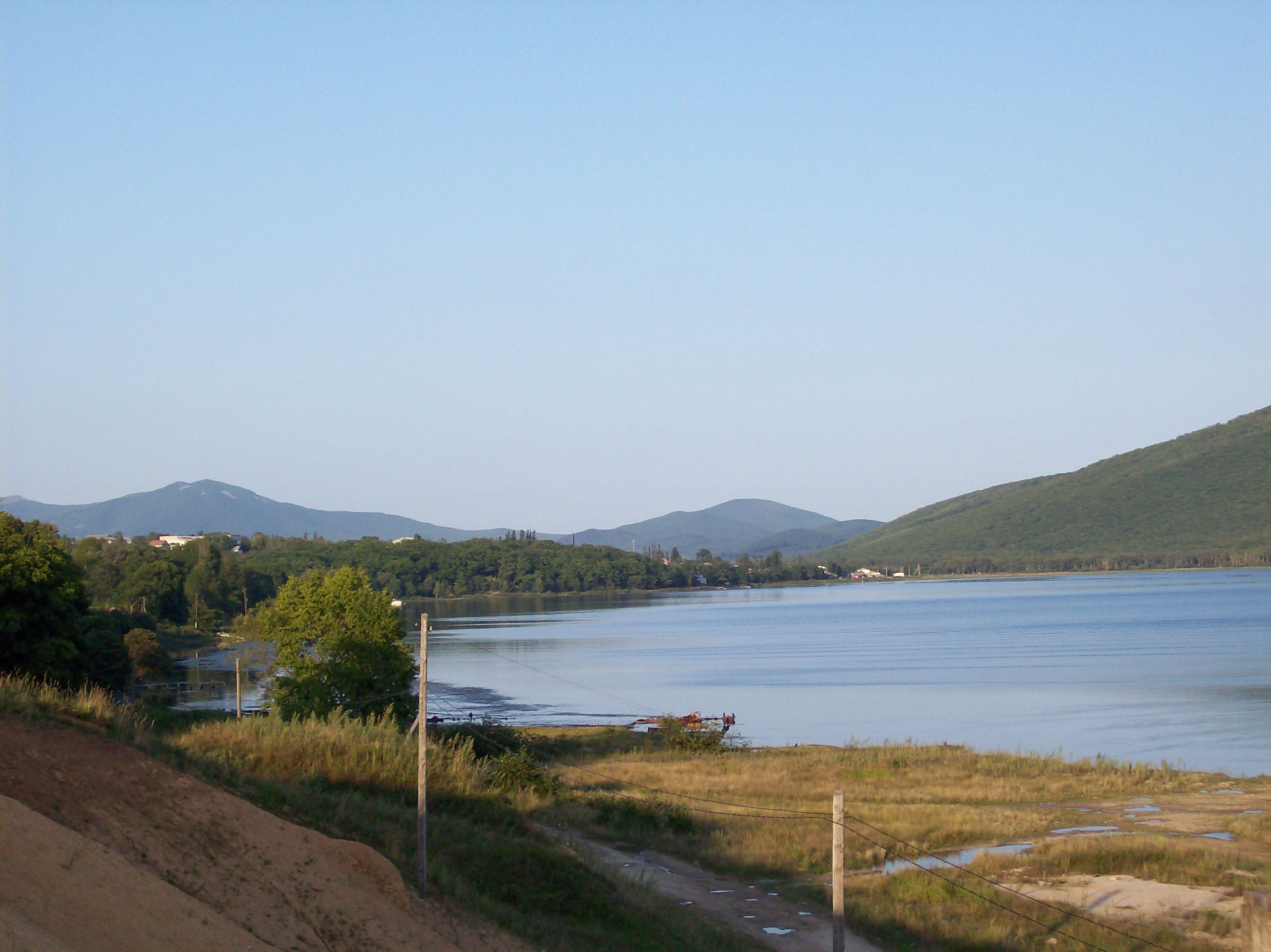
Baie d'Olga.

### Localités limitrophes
Les localités limitrophes sont les suivantes :
|           | Serafimovka | Timofeïevka  |
| Permskoïe | Olga        | Mer du Japon |
|           | baie d'Olga | Mer du Japon |

### Environnement
Selon Vladimir Arseniev, les Alnus japonica, les spirées à feuille de bouleau (spirea betulifolia Pal.), mais aussi le bouleau, le chêne, le chêne-liège, le peuplier, le tilleul et le frêne poussent autour du village. Il y a aussi du viorne, du Lespedeza, de la spirée et de l'angélique de Mandhocurie (aralia mandshurica).

## Toponymie
Plusieurs versions existent sur l'origine du nom. D'après Vladimir Arseniev dans Dersou Ouzala, le jour où se passa l'évènement d'un navire russe qui se réfugia dans la baie alors qu'il était pourchassé par des navires anglais était le jour de la Sainte-Olga, et ainsi, ils attribuèrent le nom de la baie à Olga.
Une autre dit que la localité doit son nom à la régente Olga de Kiev, dont l'année 1859 était le 900e anniversaire de son baptême.

## Histoire

### Préhistoire
Un village de la culture de Margaritovka (du XVe siècle av. J.-C. jusqu'au Xe siècle av. J.-C.) se trouvait au bord de la baie d'Olga,,.
Entre le IIIe siècle av. J.-C. et le début du Ier siècle, le peuple Yilous s'est déplacé vers le Primorié. Il s'est séparé en deux, et les populations s'établissant dans le sud et l'est du Primorié ont fait naître la culture d'Olga (premiers siècles de notre ère),. Le premier village découvert de la culture a été trouvé à Olga, d'où son nom. Les peuples de cette culture participèrent à l'établissement du royaume coréen de Balhae.

### Moyen Âge

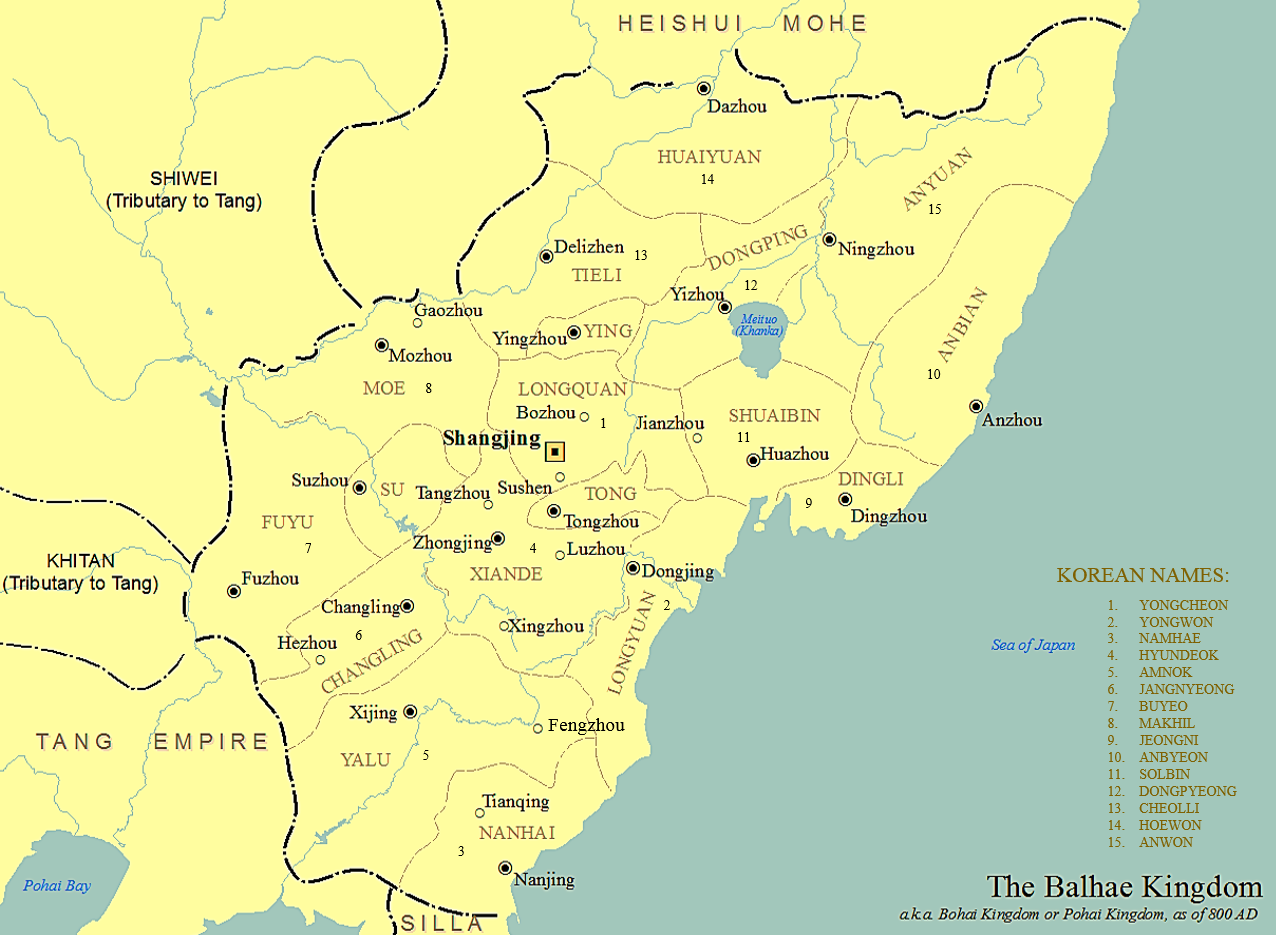
L'Empire Balhae en 800, avec ses régions et chefs-lieux.

Durant la période du royaume de Balhae, la ville de Anzhou/Anju se trouvait sur le territoire de l'actuelle Olga. La ville était dès le début du VIIIe siècle un chef-lieu d'une des quinze provinces de Balhae, la région d'Anbian, s'étalant sur le littoral oriental du Primorié,.

### Empire russe
Les premiers européens à découvrir la baie sont Jean-François de La Pérouse et son équipage en 1787. Il baptisa alors la baie Seymour. Selon Vladimir Arseniev, lors de la guerre de Crimée, le jour de la Sainte-Olga, des navires anglais poursuivirent dans les eaux environnantes un navire russe. Ce dernier se cacha dans la baie à la faveur du brouillard, tandis que les Anglais repartirent. Sur le mont Krestovaïa (mont de la Croix), les Russes dressèrent une croix en la mémoire de Sainte-Olga.
Vladimir Arseniev dit que sur la côte est de la baie d'Olga se trouvait une localité chinoise nommée « Che-min » ou « Chy-Myne » (« porte de pierre » en chinois). C'était le comptoir chinois principal dans la région de l'Oussouri, où les trappeurs venaient vendre les fourrures de zibelines, des bois de renne et des précieux ginseng. Les produits de la taïga étaient échangés contre ceux de la mer. Mais à la suite des évènements de 1901, la localité a disparu. Arseniev raconte que lors de sa visite dans la baie, les hangars étaient toujours présents, montrant l'ampleur des échanges.

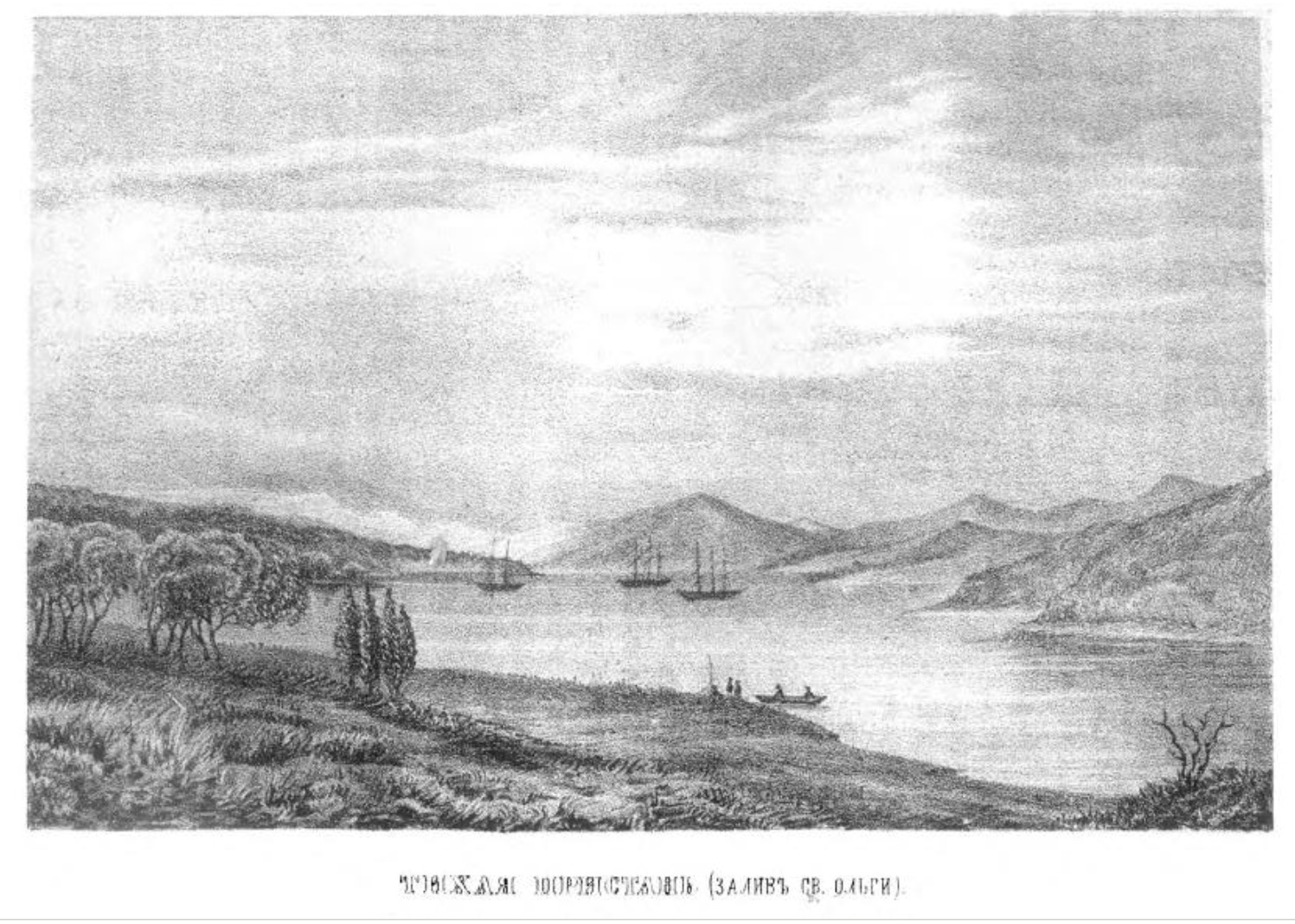
Baie d'Olga en 1867.

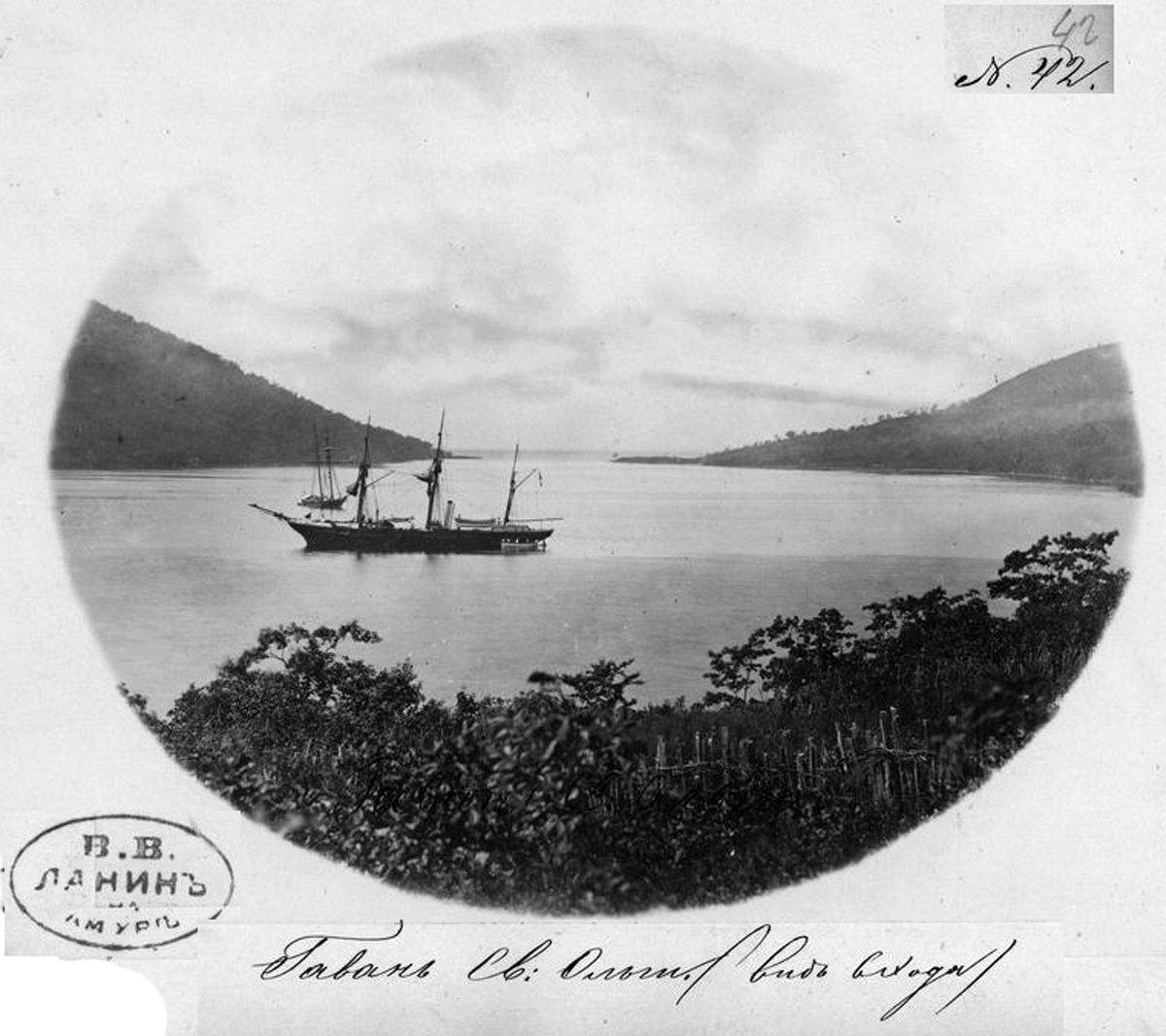
Baie d'Olga en 1870.

Elle a été découverte par les marins russes que le 14 juillet 1857 (26 juillet dans le calendrier grégorien), lors de la fête de la Sainte-Olga. Elle fut découverte par la corvette russe « Amerika (ru) » qui se rend ensuite sur place, et qui transportait la mission diplomatique du comte Poutiatine des rives de l'Amour vers la Chine en suivant les rives de la mer du Japon,. Le 16 mai 1858, les Qing et l'Empire russe signent le traité d'Aïgoun, un traité inégal qui confère à la Russie toutes les terres situées au nord du fleuve Amour, mais pas le Primorié. Le poste militaire d'Olga a été établi en 1859 par les Russes dans cette logique de colonisation en cours de l'Extrême-Orient. Il faut néanmoins attendre l'année suivante, avec la Convention de Pékin, un autre traité inégal, pour que l''annexion de toute la Mandchourie-Extérieure soi actée, et donc des terres du Primorié.
En 1864, des colons sont arrivés ici depuis les gouvernements de Perm, de Tambov et de Viatka. En 1868, elle devient le chef-lieu du district de police de l'Avvakoumovka. Selon la description de Nikolaï Prjevalski en 1869, le poste d'Olga possède 12 maisons, 2 magasins et une église. L'année suivante, il y a 20 maisons dans le village.
Lors de la guerre russo-japonaise, la localité connut des répercussions économiques, avec des manques d'approvisionnement. Lorsque Vladimir Arseniev visite la ville, il note les maisons abandonnées de ceux qui ont quitté l'endroit pour une vie meilleure vers Vladivostok. En 1906, une petite église en bois fut construite, ainsi qu'un hôpital, une poste avec service télégraphique et des petites boutiques.

### Depuis 1917
Pendant la guerre civile russe, la ville fut parmi les lieux partisans de la région. Au début de l'époque soviétique, les Koryo-saram y vivant furent expulsés.
Olga a acquis son statut de commune urbaine par décret du Présidium du Soviet suprême de la RSFSR du 4 juillet 1945.

## Population et société

### Démographie
Recensements (*) et estimations de la population,,,:
| 1897* | 1915* | 1923 | 1926* | 1929 | 1939* |
| ----- | ----- | ---- | ----- | ---- | ----- |
| 32    | 468   | 736  | 884   | 938  | 2 949 |

| 1959* | 1970* | 1979* | 1989* | 2002* | 2010* |
| ----- | ----- | ----- | ----- | ----- | ----- |
| 3 377 | 3 349 | 4 435 | 4 802 | 4 453 | 4 026 |

| 2017  | 2021* | 2023  | - | - | - |
| ----- | ----- | ----- | - | - | - |
| 3 625 | 3 167 | 3 112 | - | - | - |

### Infrastructures sociales
Olga possède l'hôpital central du raïon d'Olga ainsi qu'une pharmacie.

## Économie et transports

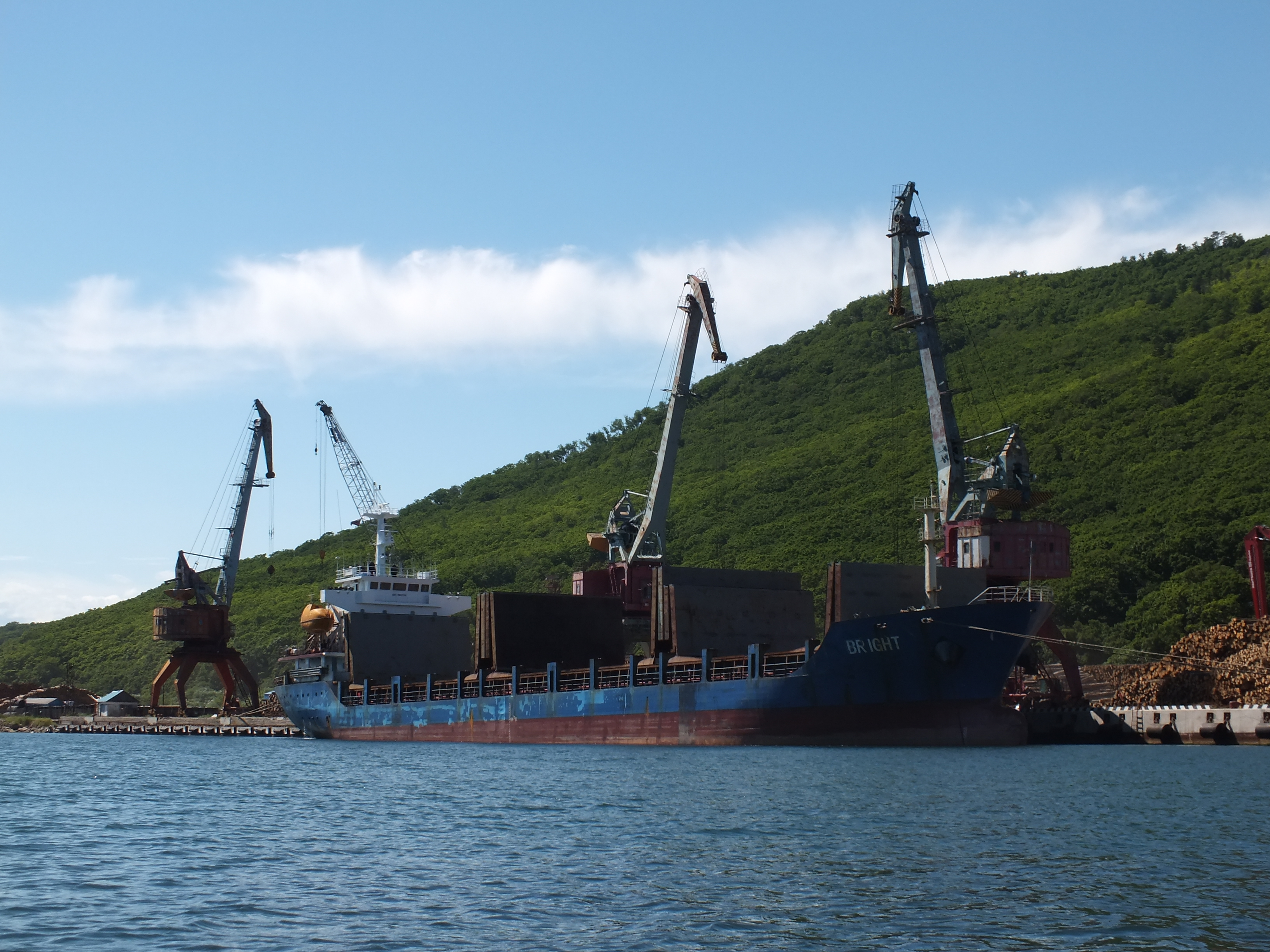
Port d'Olga.

Olga est desservie par la route régionale 05N-131, qui relie Nakhodka au sud à Kavalerovo au nord (et la 05N-100). Olga dispose aussi de son propre port, avec un dépôt de transbordement de bois et de pétrole.

## Culture locale et patrimoine
Il y a un musée d'histoire locale à Olga.